# John Barkley Rosser
Pour les articles homonymes, voir Rosser (homonymie).
John Barkley Rosser père (6 décembre 1907 – 5 septembre 1989) est un logicien américain, étudiant d'Alonzo Church, connu pour la propriété de Church-Rosser en lambda-calcul. Il a aussi créé le crible de Rosser en théorie des nombres. Il a dirigé le Centre de recherches mathématiques de l'armée à l’université du Wisconsin à Madison de 1963 à 1973. Il a également écrit des manuels de mathématiques.

## Biographie
En 1936, il démontre ce qu'on appelle depuis l'astuce de Rosser, variante plus forte du premier théorème d'incomplétude de Gödel qui montre que l'exigence d'une ω-cohérence peut être réduite à celle d'une simple cohérence. Plutôt que d'utiliser une variante du paradoxe du menteur avec l’affirmation « je ne suis pas démontrable », il utilise l’affirmation « Pour chacune des preuves de mon existence, il existe une preuve plus courte de ma négation ».
En théorie des nombres, il démontre le théorème de Rosser.
Le paradoxe de Kleene-Rosser (en) montra l’incohérence du lambda-calcul dans sa version originale.
Rosser est mort d'une rupture d'anévrisme le 5 septembre 1989, dans sa maison de Madison,.
Son fils, qui porte le même nom, est mathématicien en économie et professeur à l'université James Madison à Harrisonburg en Virginie.

## Quelques publications
- (en) John Barkley Rosser, « A mathematical logic without variables », Ann. Math.,‎ 1934, p. 127-150, 328-355.
- (en) John B. Rosser, Logic for Mathematicians, Chelsea Publ. Co., 1978, 2e éd., 578 p. (ISBN 978-0-8284-0294-1).
- (en) J. Barkley Rosser, « Highlight of the History of Lambda calculus », Annals of the History of Computing, vol. 6, no 4,‎ 1984, p. 337-349.
- Voir (en) « A Guide to the J. Barkley Rosser Papers » pour obtenir la liste complète de ses publications.